# Manuel Alvarado e Hidalgo
Manuel de Jesús Alvarado e Hidalgo (* 1. Januar 1784 in San José, Costa Rica; † 21. Januar 1836 ebenda) war katholischer Priester und 1823 sowie 1824  Staatschef von Costa Rica.

## Leben
Seine Eltern waren Dolores Hidalgo y Ugalde und José Antonio de Alvarado Valverde. Er studierte auf dem Priesterseminar Colegio Seminario San Ramón in León. Er betreute einige Pfarreien darunter die von San José.
Er war ein Anhänger der republikanischen Regierungsform.
Vom 12. November bis 1. Dezember 1821 vertrat er Curridabat und Aserrí in der Junta de Legados de los Pueblos, einer verfassungsgebende Versammlung, welcher der Priester Nicolás Carrillo y Aguirre vorsaß und welche am 1. Dezember 1821 den Pacto de Concordia, eine Verfassung emittierte.
Vom Dezember 1821 bis 6. Januar 1822 war er Mitglied der ersten Junta Gubernativa einer Regierung, welcher Pedro José de Alvarado y Baeza vorsaß.
Er war Mitglied der dritten Junta Superior Gubernativa eine Regierung, welche Costa Rica vom 10. Mai 1823 bis 8. September 1824 regierte. Die weiteren Mitglieder der Junta Superior Gubernativa waren Eusebio Rodríguez y Castro, José Santiago de Bonilla y Laya-Bolívar, Alejo Aguilar, José Tomás Gómez y Elizondo und Pío Murillo y Gutiérrez. Manuel Alvarado e Hidalgo saß dieser Regierung vom 10. Mai 1823 bis zum 8. Januar 1824 und vom 12. Februar bis zum 8. September 1824 vor.
In seiner Regierungszeit wurde eine Fahne für Costa Rica und der Anschluss an die Zentralamerikanische Konföderation dekretiert. Es wurde eine verfassungsgebende Versammlung einberufen, welche am 21. Januar 1825 eine Verfassung emittierte. Nach Nicaragua wurde Mariano Montealegre Bustamante als erster Botschafter entsandt, dieser schloss mit den Regierungen in Granada (Nicaragua) den Tratado Montealegre-Velasco und mit der Regierung in Léon (Nicaragua) den Tratado Montealegre Solís ab.
Er war Eigentümer der Hacienda La Verbena in der Nähe von San José, und einer Rinder Hacienda in Aranjuez in der Nähe von Puntarenas. Er vererbte sein Vermögen an das Casa de Enseñanza de Santo Tomás.